# Delfgauw
Delfgauw est un village situé dans la commune néerlandaise de Pijnacker-Nootdorp, dans la province de la Hollande-Méridionale. Le 1er janvier 2003, le village comptait 8 213 habitants.

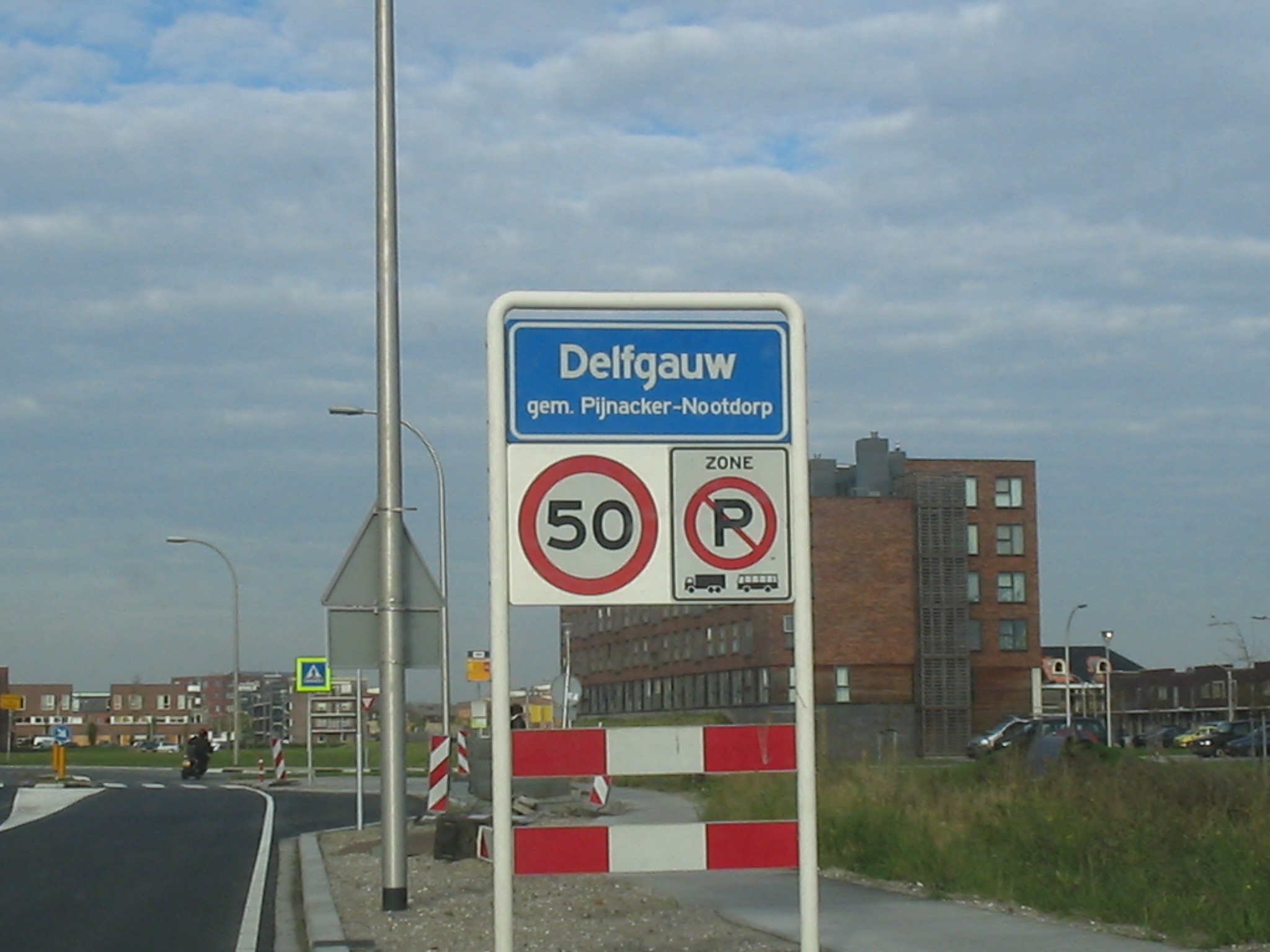